# ملیسا استاکول
ملیسا استاکول (به انگلیسی: Melissa Stockwell)؛ زادهٔ ۳۱ ژانویهٔ ۱۹۸۰ ورزشکار پارالمپیک و نظامی سابق ارتش آمریکا است. او در پارالمپیک ۲۰۰۸ پکن در سه رویداد شنای پارالمپیک شرکت کرد اما در پارالمپیک ۲۰۱۶ ریو در اولین دوره مسابقات سه‌گانه معلولان به رقابت پرداخت و موفق به کسب مدال برنز این مسابقات شد.

## سوابق نظامی

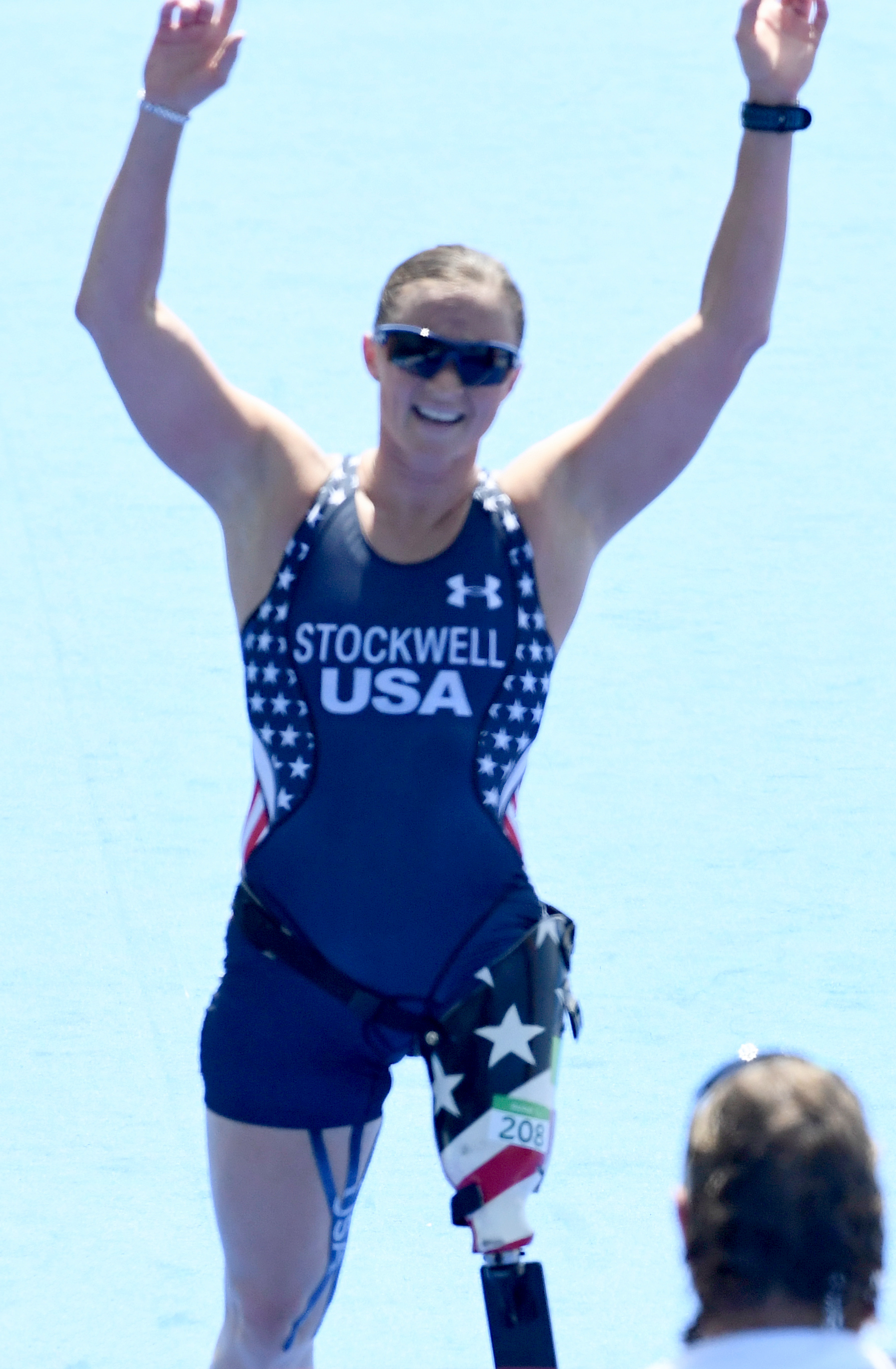
ملیسا استاکول در پارالمپیک ریو ۲۰۱۶

استاکول از سال دوم تحصیل در دانشگاه کلرادو به برنامه ارتش (ROTC) پیوست و همچنین در زمان حمله یازده سپتامبر دانشجوی سال آخر دانشگاه بود. وی آموزش‌های نظامی مقدماتی خود را در ویرجینیا گذراند و سپس به دسته یک سواره نظام پایگاه فورت هود در تگزاس پیوست و سرانجام در سال ۲۰۰۴ به عراق فرستاده شد.
ستوان یکم استاکول، اولین سرباز زنی بود که عضوی از خود را در جنگ عراق از دست داد. او پای چپ خود را اثر انفجار بمب کنارجاده‌ای در حین انقال یک گروهان به بغداد از دست داد. وی بواسطه خدمات خود در عراق نشان ستاره برنزی و پرپل هارت را کسب کرد. بعد از بازنشستگی از ارتش او اکنون به عنوان یک سازنده اندام مصنوعی مشغول به کار است و از سال ۲۰۰۵ تا ۲۰۱۴ با پروژه کهنه سربازان همکاری داشت.